# Нові Ковна
Но́ві Ковна — село в Україні, у Вакулівській сільській громаді Криворізького району Дніпропетровської області. Населення — 64 мешканці.

## Географія
Село Нові Ковна знаходиться на відстані 1 км від села Жовте і за 2 км від села Одрубок. По селу протікає пересихаючий струмок з загатою. Поруч проходить автомобільна дорога Т 0419.

## Історія
Село Нове Ковно було єврейською землеробською колонією (Ковно є слов'янською назвою міста Каунаса).
Станом на 1886 рік в колонії Ново-Миколаївської волості Херсонського повіту мешкало 668 осіб, налічувалось 43 двори, існували молитовний будинок, лавка.
Єврейське населення замордовано нацистами під час окупації у Другу світову війну.

## Населення

### Мова
Розподіл населення за рідною мовою за даними перепису 2001 року:
| Мова       | Відсоток |
| ---------- | -------- |
| українська | 94,6 %   |
| російська  | 4,3 %    |
| молдовська | 1,1 %    |